# Mechthild Groß

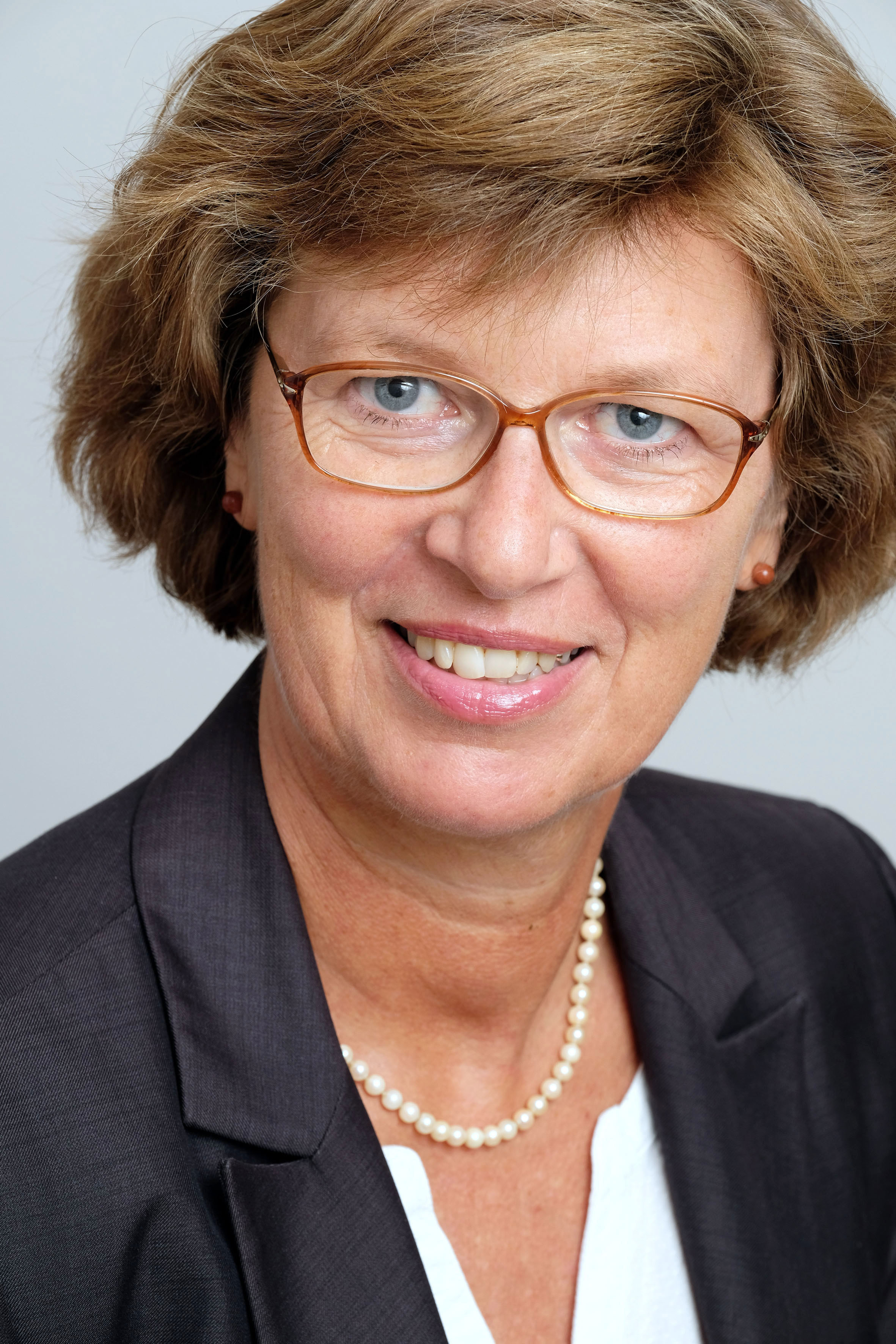
Mechthild Groß

Mechthild Maria Groß (* 1964 in Fulda) ist die erste habilitierte Hebamme Deutschlands. Sie leitet derzeit den ersten (und bis dato einzigen) Masterstudiengang für Hebammenwissenschaft in Deutschland, an dessen Gründung sie maßgeblich beteiligt war.

## Leben
Mechthild Maria Groß begann ihre berufliche Karriere als Krankenschwester. Anschließend begann sie ein Psychologiestudium, das sie 1989 für die Hebammenausbildung in Tübingen unterbrach und erst danach beendete. Schon während ihrer Berufstätigkeit interessierte sie sich für die wissenschaftliche Sicherung der Hebammentätigkeit. So leitete sie von 1989 bis 2007 den jährlichen Forschungsworkshop zur Hebammenforschung. Anschließend setzte sie ihr Studium fort und promovierte 2000 an der Universität Bremen zum Thema „Gebären als Prozess“. Danach nahm sie ihre Tätigkeit an der Medizinischen Hochschule Hannover (MHH) in der Klinik für Frauenheilkunde und Geburtshilfe auf. Dort gründete sie die AG Hebammenwissenschaft. 2020 wurde die AG Hebammenwissenschaft in die Forschungs- und Lehreinheit überführt. An der MHH leitet sie den Europäischen Masterstudiengang für Hebammenwissenschaft, der als solcher einzigartig und als non-konsekutiver Studiengang gebührenpflichtig ist.
2010 wurde sie an der MHH habilitiert. Ihre Habilitationsschrift trug den Titel Die Selbstdiagnose des Geburtsbeginns: Subjektive Empirie, perinatale Betreuungsfaktoren und biochemische Grundlagenforschung im Diskurs. 2015 wurde sie außerplanmäßige Professorin.
2022 wurde sie für die Etablierung des Masterstudiengangs Hebammenwissenschaft mit der Pschyrembel-Medaille ausgezeichnet.

## Werke
- Anregung zum wissenschaftlichen Arbeiten für Hebammen in Ausbildung und Praxis. Zusammen mit Britta Schlieper. Hebammengemeinschaftshilfe, Karlsruhe 1992
- Wissenschaftliche Weiterbildung für Hebammen: Erfahrungen und Auswertungen von Ausbildungsprojekten. Hartung-Gorre, Konstanz 1995, ISBN 978-3-89191-948-4
- Gebären als Prozess: Empirische Befunde für eine wissenschaftliche Neuorientierung. (Dissertation) Verlag Hans Huber, Bern/Göttingen/Toronto/Seattle,  2001, ISBN 978-3-456-83619-5
- Effektive Betreuung während Schwangerschaft und Geburt: Ein evidenzbasiertes Handbuch für Hebammen und GeburtshelferInnen. (Hrsg. zusammen mit Joachim W Dudenhausen, Murray Enkin et al.) Hogrefe AG 2006, ISBN 978-3-4568-4167-0
- Die Selbstdiagnose des Geburtsbeginns: Subjektive Empirie, perinatale Betreuungsfaktoren und biochemische Grundlagenforschung im Diskurs. (Habilitationsschrift) MHH, Hannover, 2009. (Habilitationsschrift)